# Bilety Do Kontroli
Bilety Do Kontroli (poln. Fahrkartenkontrolle) auch B.D.K. war eine polnische Musikgruppe.

## Geschichte
Die Band wurde im Jahr 2000 in Gdynia gegründet. In der Formation Lechu an der Gitarre, Daniel Bychowski am Bass, Rafał Woźniak am Schlagzeug und Łukasz Kowalczuk, der für den Gesang zuständig war, spielte sie schnellen, melodischen Punkrock mit hauptsächlich polnischen Texten. Im Jahr 2002 brachte die Band zunächst die Demo-CD 12 Utworów w wersji (poln. 12 Lied-Versionen) über Prosta Gra Records heraus.
Bis sie sich im Jahr 2008 auflösten, hatten Bilety Do Kontroli die Kompilation Irli Jers 2000–2002 (poln. Frühe Jahre 2000–2002), die EPs So Bored und B.D.K. – Demo 2006 und die Studioalben Upadek Trójmiejskiej Cywilizacji (poln. Der Zusammenbruch der Zivilisation in Dreistadt) und Pub Core veröffentlicht. Seit 2001 gaben Bilety Do Kontroli mehr als 40 Konzerte in Polen. Sie waren Vorband bei Konzerten von den Guitar Gangsters, Lumpex ’75, den UK Subs und The Vibrators im Januar 2004 in Łódź, und sie spielten vor der Band Die Toten Hosen in Danzig anlässlich deren Friss oder stirb Tour im November 2004.

## Diskografie
- 2002 12 Utworów w wersji (Demo, Prosta Gra Records)
- 2003 Irli Jers 2000–2002 (Kompilation)
- 2004 So Bored (EP, Prosta Gra Records)
- 2005 Upadek trójmiejskiej cywilizacji (Album, Noise Annoys)
- 2006 B.D.K. – Demo 2006 (EP, Prosta Gra Records)
- 2007 Pub Core (Album, Burning Chords Records)